# Klaudyn
Klaudyn (prononciation : [ˈklau̯dɨn]) est un village polonais, situé dans la gmina de Stare Babice de la Powiat de Varsovie-ouest et dans la voïvodie de Mazovie dans le centre-est de la Pologne.
Il se situe à environ 4 kilomètres au nord de Stare Babice, 8 kilomètres au nord-est d'Ożarów Mazowiecki et à 13 kilomètres au nord-ouest de Varsovie.
Le village a une population de 1 565 habitants en 2015.